# 舒德郛
舒德郛，北宋初年西南溪峒蛮族大姓豪富，叙州（今湖南省怀化市黔阳古城）领主。
舒德郛家族在叙州，史称叙州舒氏。宋太祖乾德二年（964年），与溪州、奖州大姓相互攻击，后被宋朝朝廷招抚。宋太宗太平兴国八年（983年），叙州与锦州、溪州、富州等四州蛮族相率至辰州，请求按照内地郡县输租税，朝廷没有准许。宋太宗以知叙州舒德郛为刺史。